# 九龍城廣場

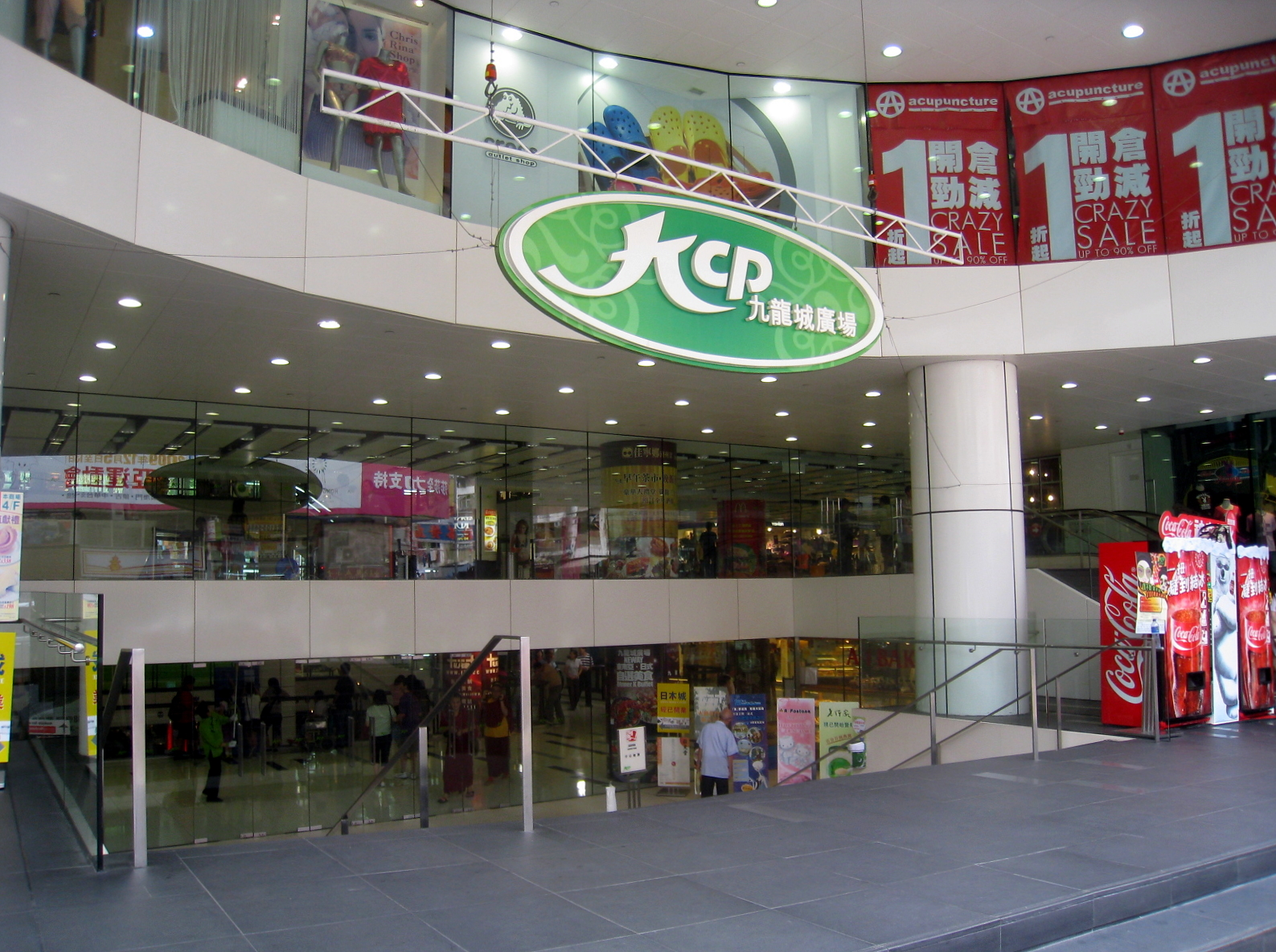
商場賈炳達道入口

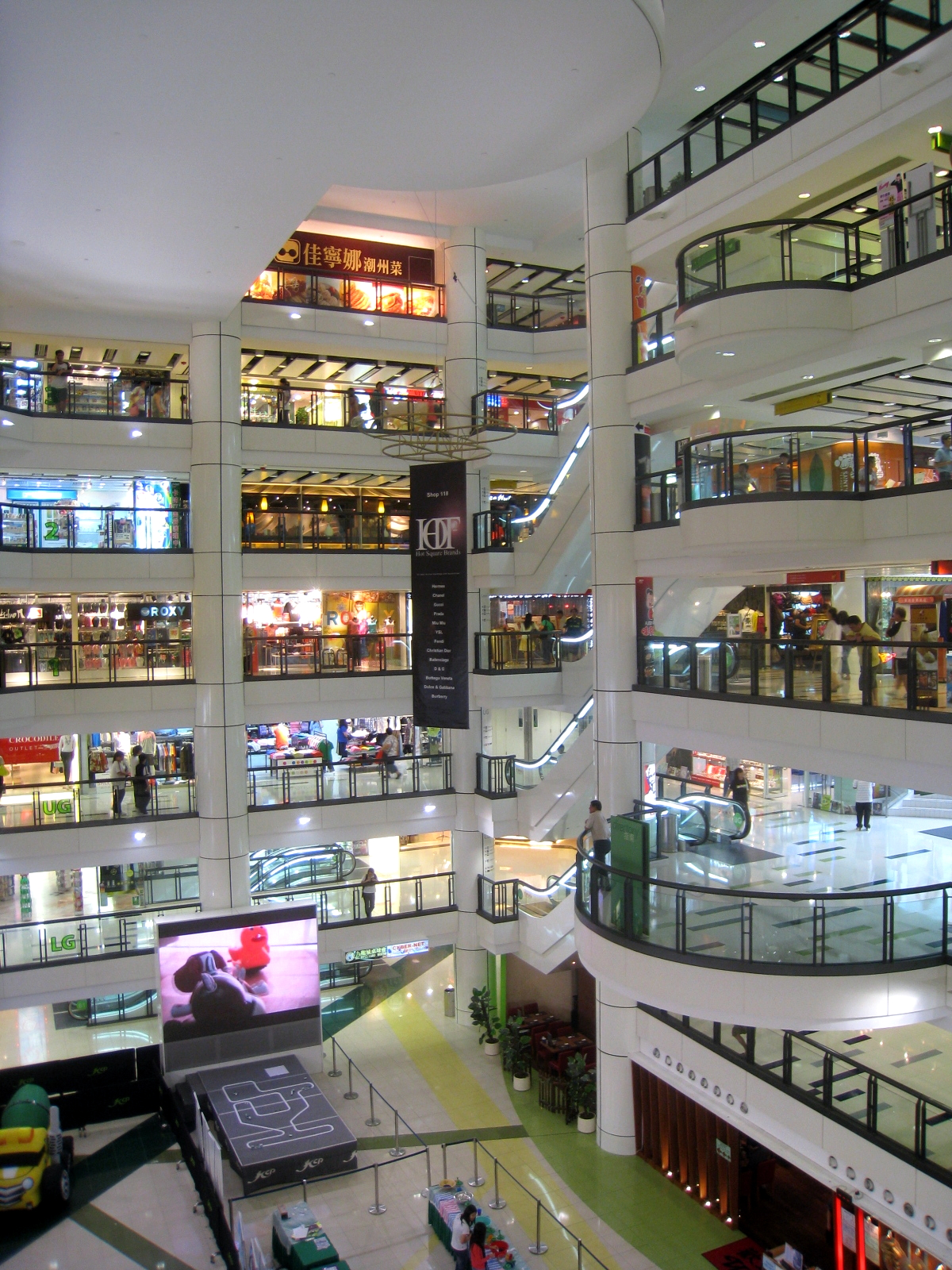
2009年的商場中庭（跨層扶手電梯仍未興建）

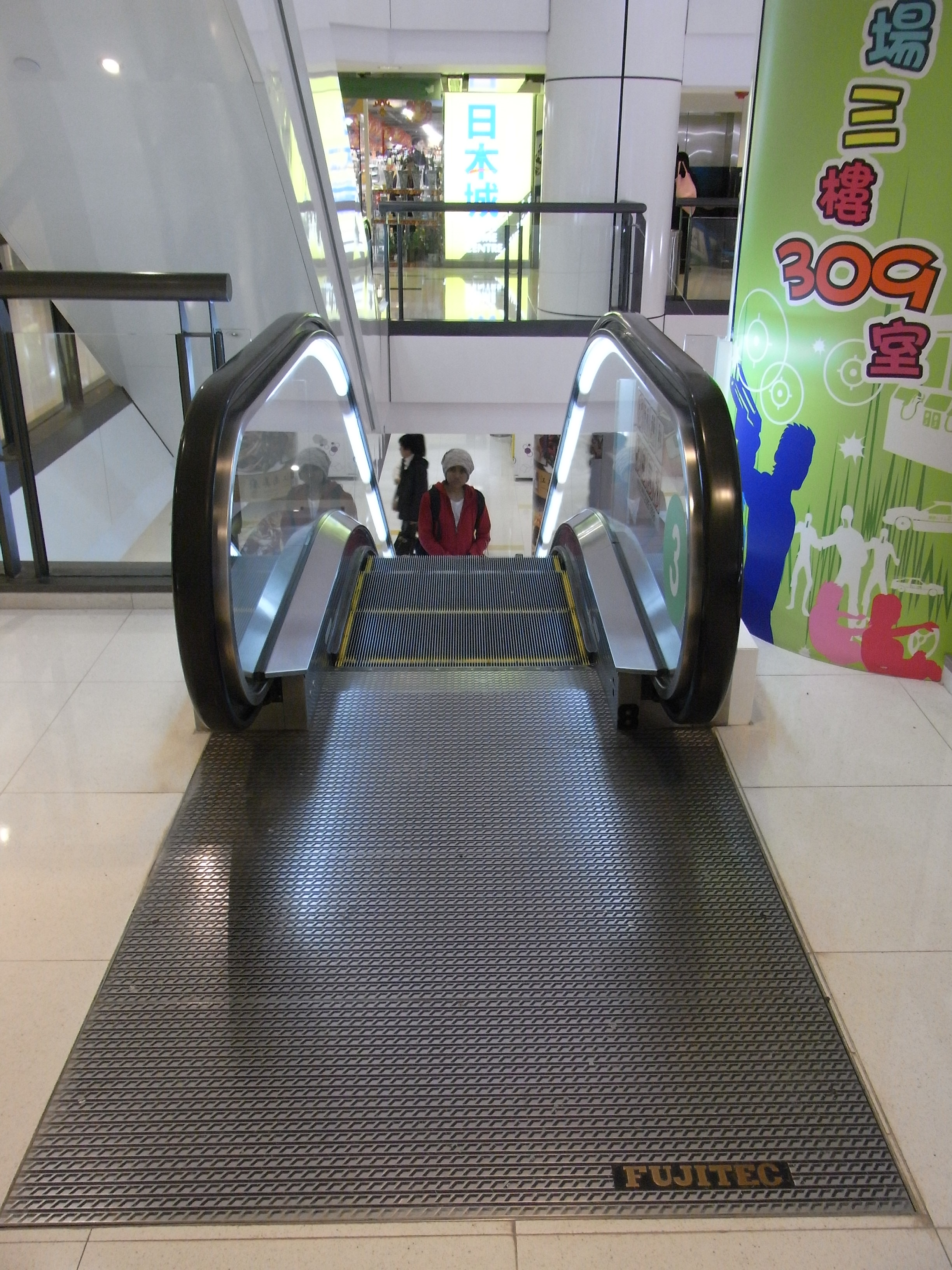
商場扶手電梯（2010年）

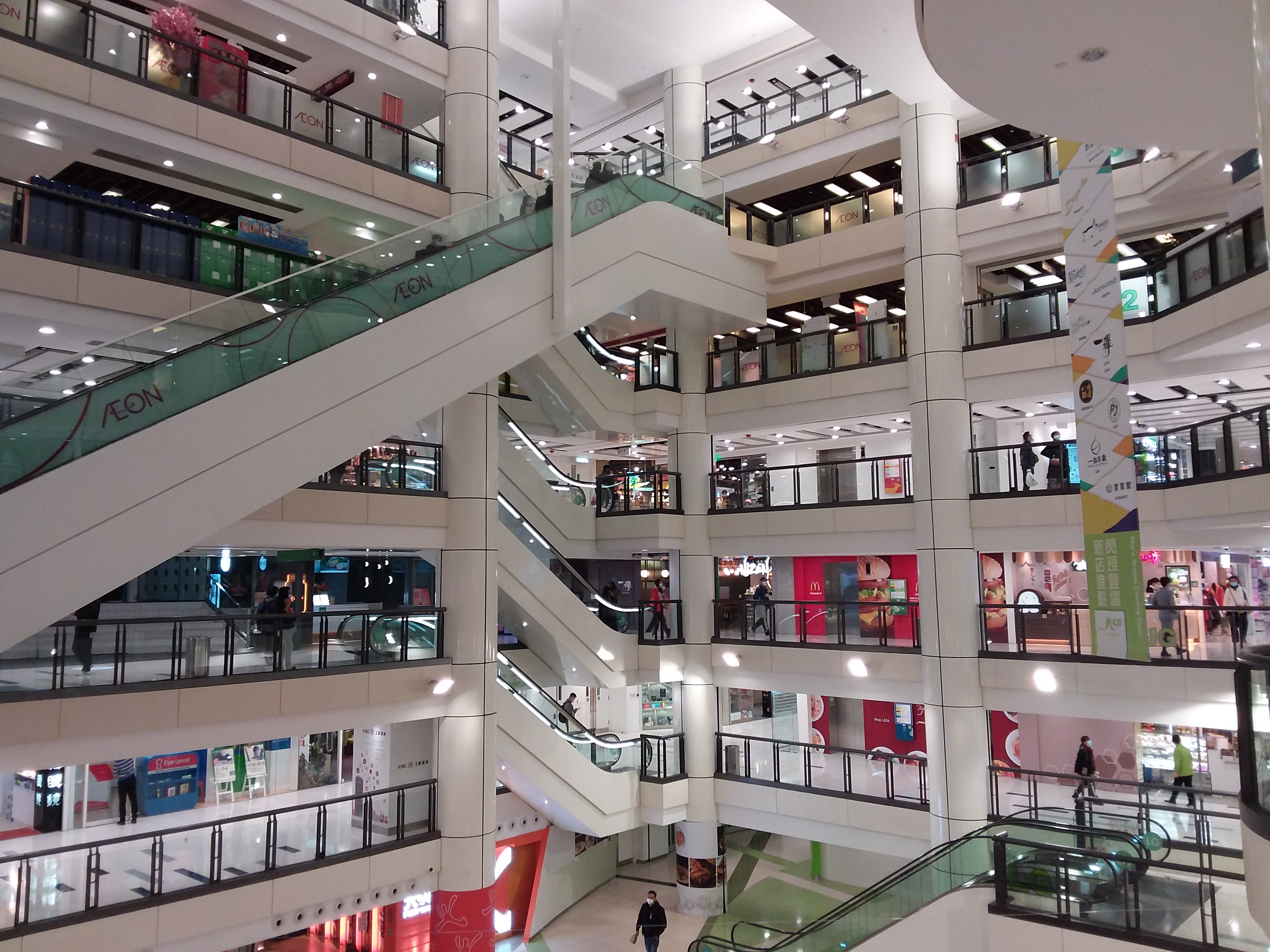
2021年的商場中庭

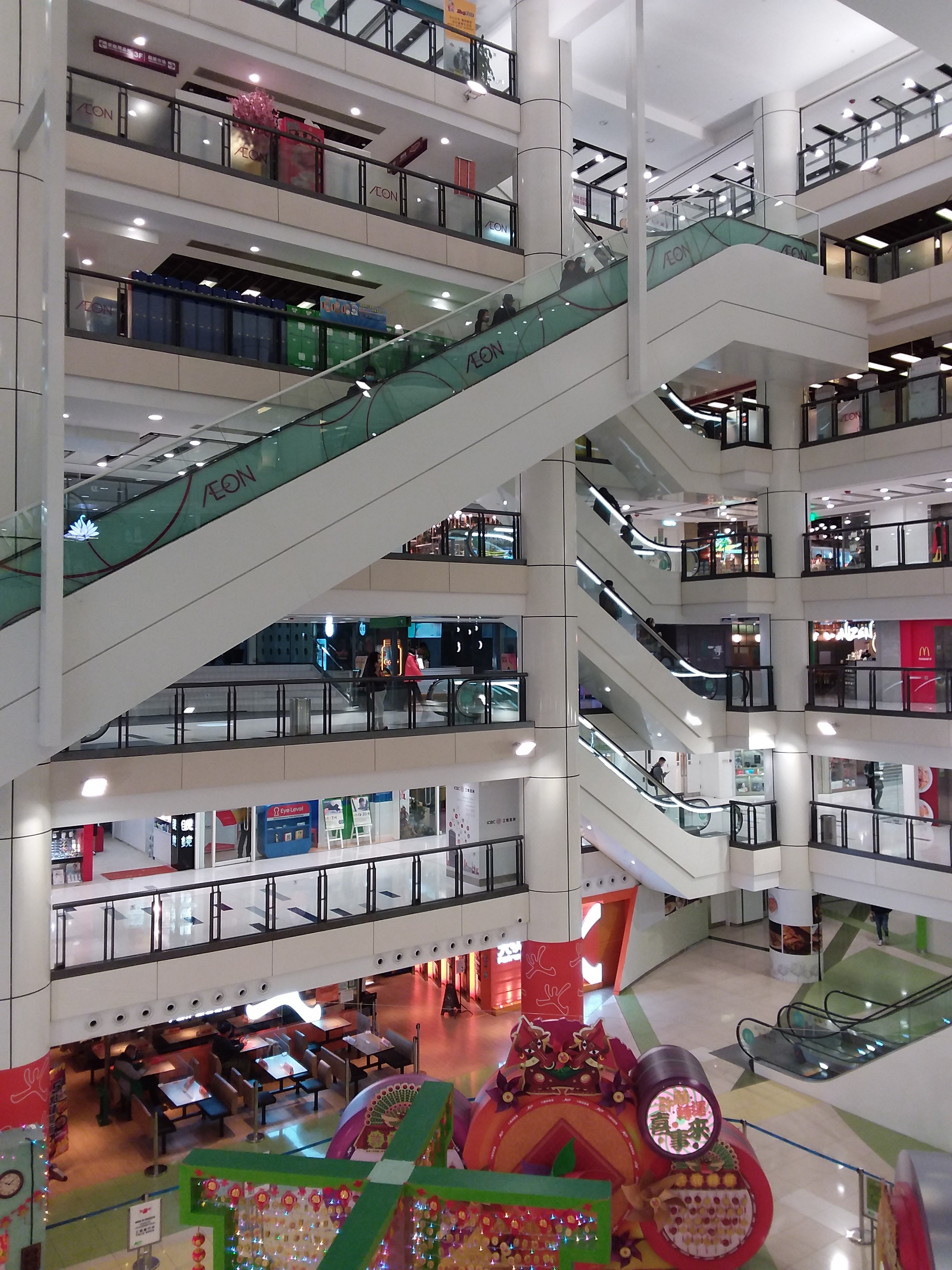
2012年翻新時新增的跨層扶手電梯（2021年）

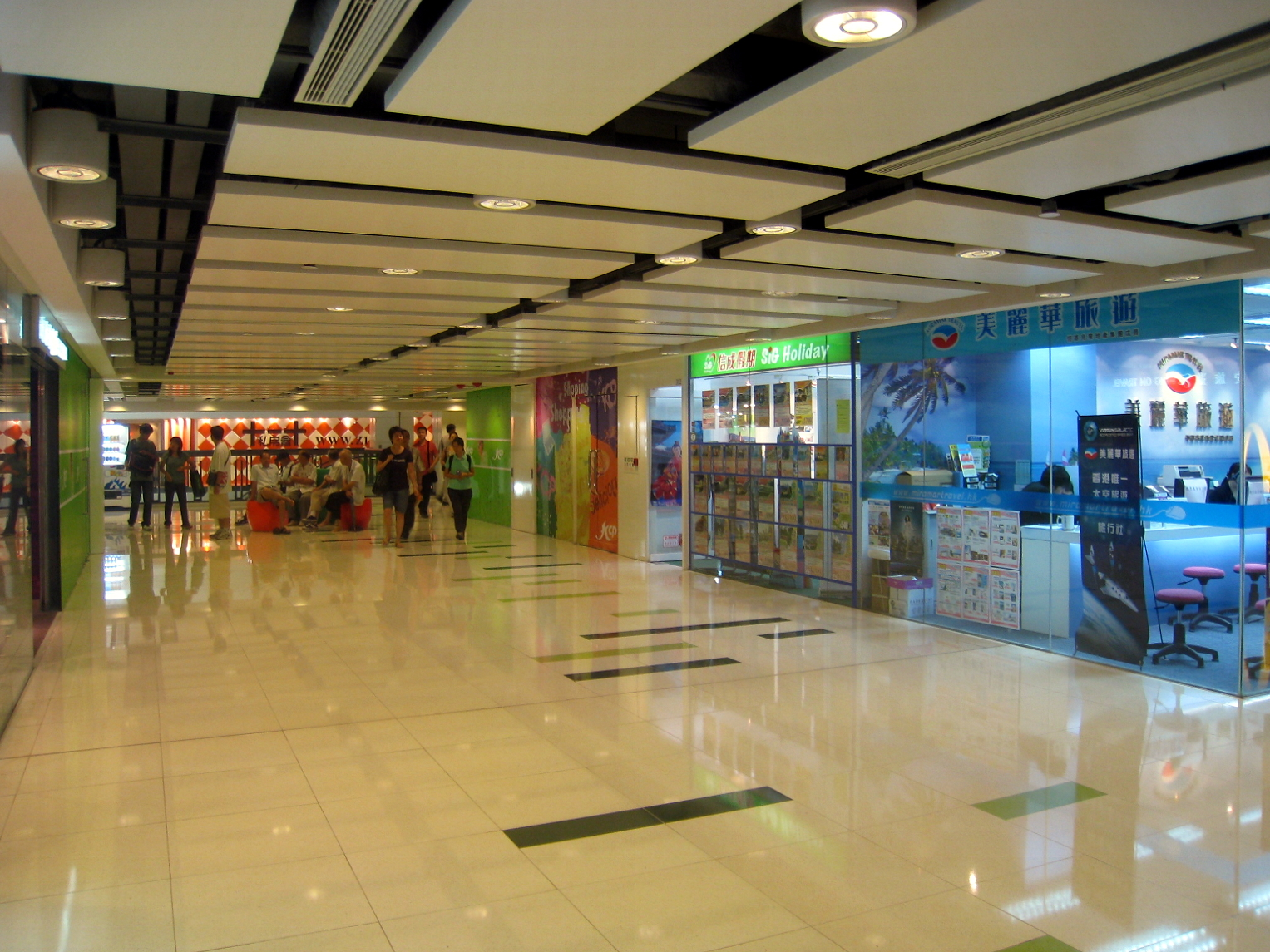
商場3樓通道

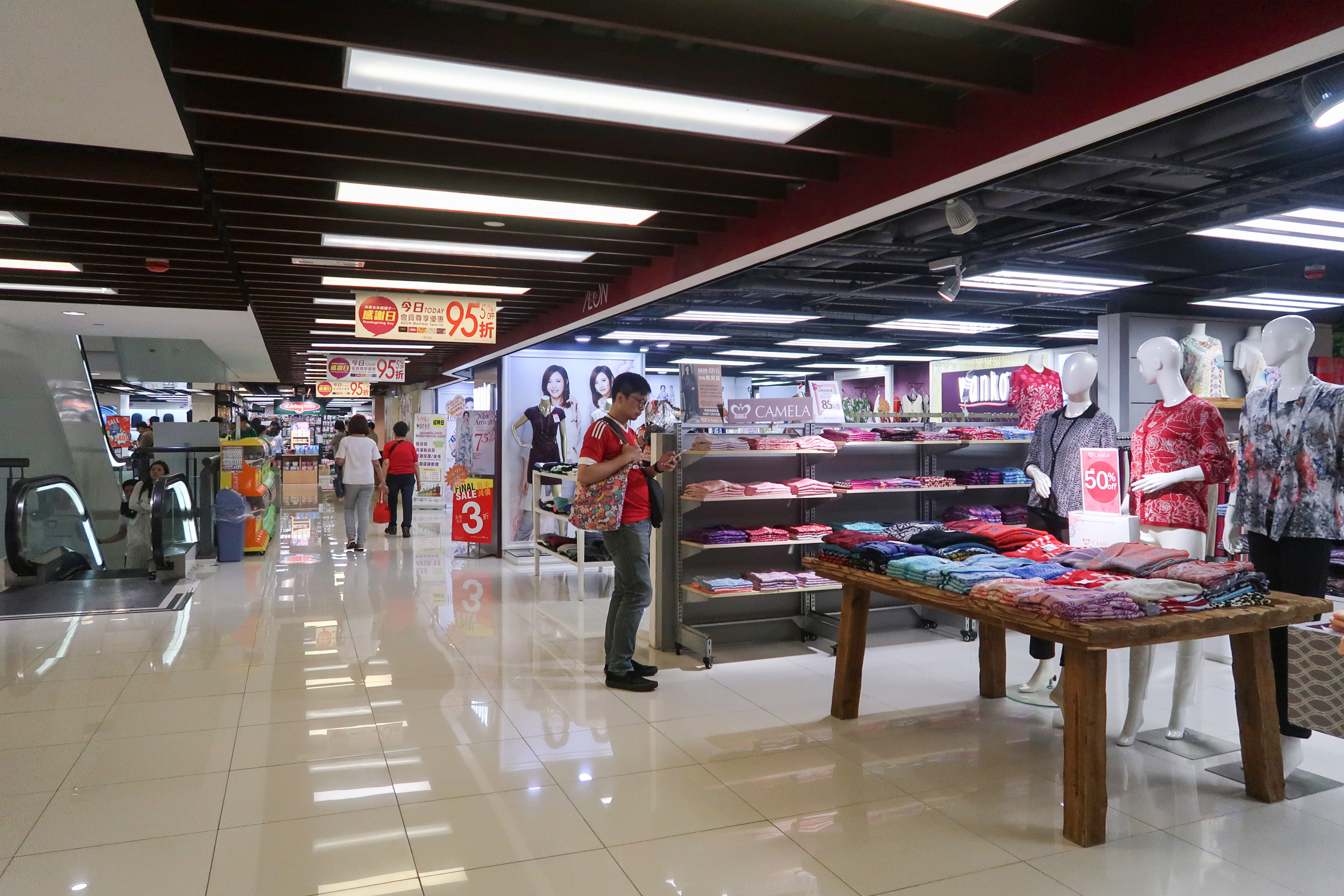
商場AEON百貨

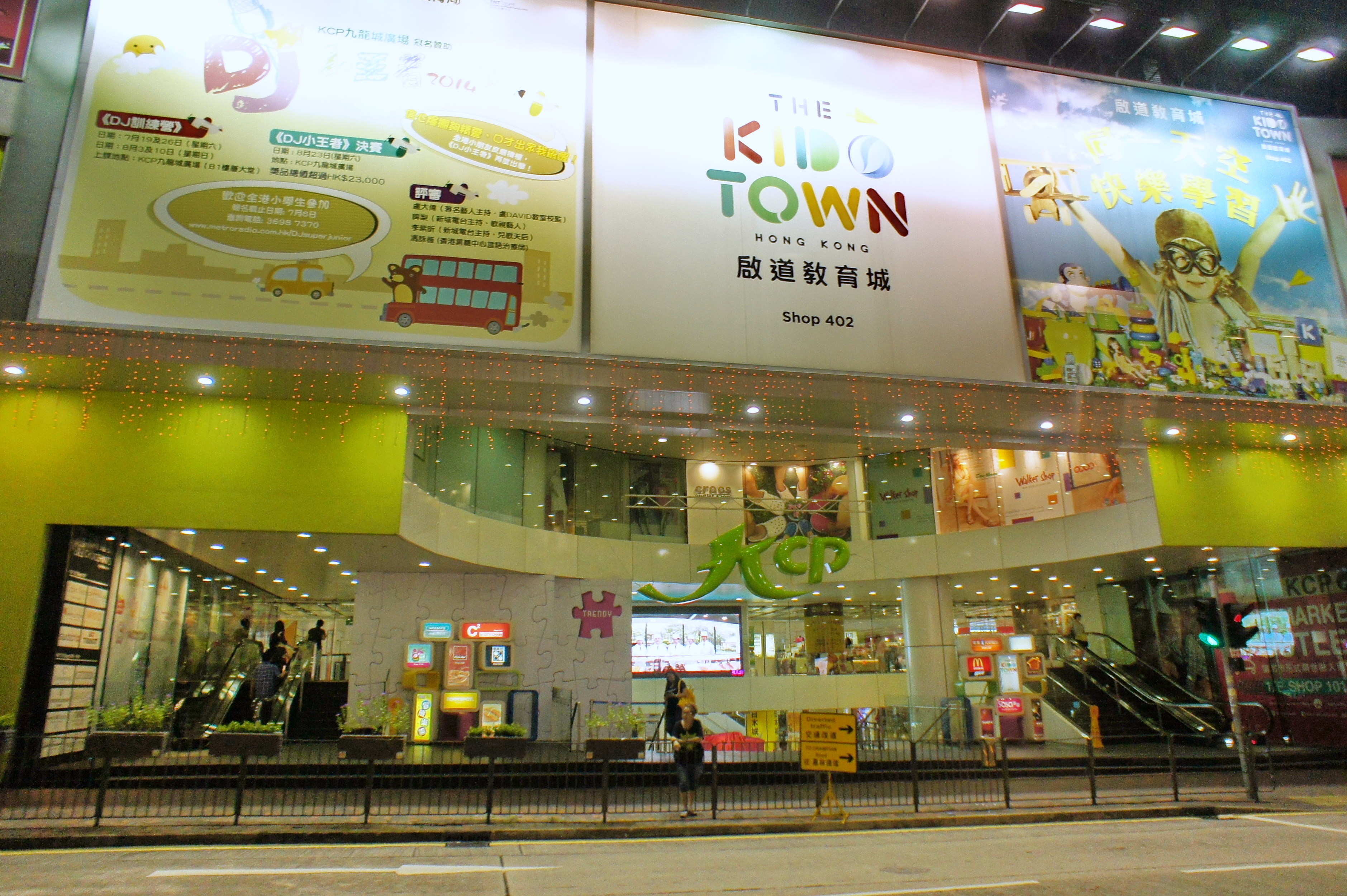
九龍城廣場的正門，前方為賈炳達道

九龍城廣場（英語：Kowloon City Plaza，簡稱）是香港購物商場，位於九龍九龍城賈炳達道128號，佔地約637,000平方呎，由百利保地產集團發展，於1993年落成，共10層，為全港首座純商場建築物。後來商場業權3次易手。屈臣氏為九龍城廣場唯一一間從1993年開業至今未有搬遷的商店。

## 歷史
九龍城廣場屬賈炳達道公園第一期，所在用地曾經建議興建社區劇場和有500個車位的停車場。1989年，百利保地產集團以2.86億元投得地皮，計劃發展為一幢10層高集娛樂及商業的綜合物業，總樓面約63萬方呎，停車場的構思得以保留，更提出興建一條通往商場的小徑。商場在1993年12月落成，落成初期，由於鄰近啟德機場，因此吸引不少旅客前往商場看電影、購物、用餐。B2層為百佳超級市場。B1層為自助餐廳、酒家及拾寶城。LG層為中庭獨立舞台、屈臣氏。UG層為大一公司。1樓為萬寧、豐澤、海馬牌家庭用品、泰林、大快活。2樓為皮鞋n次方、必勝客。3樓為麥當勞、肯德基、歡樂小天地。4樓為實惠家居廣場、酒家。商場最大商戶2樓皮鞋n次方結業後被先施百貨取代。
隨著機場於1998年搬到赤鱲角，九龍城一帶人流大減，加上商場位置「不就腳」，遠離樂富站及太子道西主要巴士站，商場進入寒冬期。2000年，商場最大商戶2樓先施百貨結業後被百佳超級廣場取代，B2層百佳超級市場結業。2002年4月，由於百利保地產集團未能償還兩筆合共37.5億元可換股票據，將九龍城廣場及銅鑼灣百利保廣場抵押予系內世紀城市、百利保及富豪酒店債券持有人。至2006年整幢商場翻新前，LG層商戶Colour Eighteen結業後曾被劏為眾多細小商舖並稱為「原宿新地帶」，該處商場通道早已換上光猛及時尚設計，與商場整體「黯淡及過時」的裝修有很大分別，可惜仍無助提升商場整體人流。大量商戶包括萬寧、大快活等結業離場，共10層商場只有美國冒險樂園、屈臣氏、百佳超級廣場、Living PLAZA by AEON、必勝客、麥當勞、肯德基、Neway及酒家能繼續留守營業，其他商舖均為臨時跳蚤市場或吉舖。商場由2003年至2006年翻新前被稱為「死場」，十室九空。
2004年5月，摩根士丹利夥拍建生國際及鵬里資產（Pamfleet）以20.3億元向百利保地產集團購入九龍城廣場。根據協議，建生國際、摩根士丹利及Pamfleet會藉認購新股份分別擁有該兩項物業的5%、90%及5%之權益。建生支付之現金代價為股東貸款3900萬元。到了2005年10月，摩根士丹利斥資9,000萬元展開內部裝修和外牆翻新工程，將以往「黯淡及過時」的裝修，換上「光猛及時尚」設計，務求令商場給人一種由內至外均「煥然一新」的感覺。工程包括拆除中庭LG層用作舉辦商場活動的獨立舞台、觀光電梯及樓梯，由地庫1層中庭位置作舉辦商場活動，使場內空間感大增。翻新工程分別於2006年5月及9月完成，並已於2007年1月26日重新開幕。商場翻新後引入全港首間銀座二丁目咖喱（後改稱為銀咖喱），2樓百佳超級廣場原址增設2條扶手電梯往來3樓，百佳超級廣場改回百佳超級市場於LG層營業，UG層九龍城戲院2006年結業並改為大家樂等商舖。店舖由原先約120間增至約150間，包括22間食肆及酒吧，並設有400個車位，商場每層有不同的主題。
2008年5月，摩根士丹利以14.8億元作價把業權轉讓予「玩具大王」蔡志明，當時月租金收入約700萬元。
2012年，AEON百貨進駐商場2樓及3樓，為商場最大商戶，因此商場中庭加建一條跨層扶手電梯，商場整體人流開始稍有改善。而必勝客、麥當勞、肯德基、銀座二丁目咖喱需搬至其他樓層繼續營業。百佳超級市場及Living PLAZA by AEON獨立店正式結業。
2017年6月，一名在中國內地經營超市的買家以逾50億元向「玩具大王」蔡志明洽購商場，呎價約8000元。買家有意購入後經營超市，而持貨9年的蔡志明預料會因此交易而帳面大賺35億元，最後，中山的大型民企富元地產控股高層、內地買家楊立君、余順輝或相關人士確認以50億元購入九龍城廣場，廣場總樓面約64萬方呎，內有70個舖位。商場平日主要服務鄰近學校的師生，亦會服務九龍城的普通家庭主婦。
2019年12月27日，二樓原九龍城戲院位置開設影藝戲院，設有三間影廳，提供232個座位。2024年8月26日結業。

## 現時商戶組合
B2層：停車場
B1層：主要為展覽場地，日本城及其餘商戶以大快活、銀咖喱、好彩海鮮酒家、滇品雲南米線及薩莉亞意式餐廳等食肆為主。
LG層：為日常用品區，主要商戶為屈臣氏、豐澤、759阿信屋、快圖美及7-11便利店。同層也設有多間食肆及小吃店，包括必勝客、星巴克及聖安娜餅屋等。屈臣氏旁設電話亭。
UG層及1樓：為時裝特區，主要商戶為鱷魚恤、Quiksilver、Mastermind Production、Veeko、運動用品店允記、鞋店Footspot及Dr. Kong，亦設有食肆，包括大家樂、麥當勞、肯德基、譚仔雲南米線、元気壽司等。
1樓：家居佈置區，主要商戶為飛利浦家居照明、Hunter Douglas、家居21及波斯地毯，亦設有東亞桌球中心。
2樓：為家居用品區，AEON百貨在2012年起進駐商場，租用全層，設有服裝部、嬰兒用品部、玩具部、床上用品部及Living PLAZA by AEON。2012年前商戶為Living PLAZA by AEON獨立店、世家百貨、必勝客及其他店舖包括眼鏡店、電訊公司、玉器珠寶行和錶行。
3樓：AEON百貨在2012年起進駐商場，租用全層，設有AEON超級市場、家品部、電器部及傢私部。
4樓：設有兩間食肆，設有電動車賽車場的美式主題餐廳Speedway Diner、啟道教育城及馥苑海鮮酒家。
5樓：設有卡士汽車美容。
6樓及天台：停車場。

## 改建計劃
1998年，百利保地產集團開始計劃重建九龍城廣場，將物業西邊戲院部份改建成一幢39層高酒店，提供899個房間，而物業東邊即商場部份則保留不變，但會同時加建兩層停車場。不過九龍城廣場附近建築物普遍較矮，發展密度最高只可以以九倍地積比率興建，發展商提出的計劃與周遭環境不配合。再加上計劃提供的泊車位嚴重不足，令附近交通環境難以負荷，遭城規會全盤否決。
2004年，摩根士丹利業主曾多次向城規會申請重建九龍城廣場為3幢23層高的住宅，但遭城規會反對，因為摩根士丹利建議的80米高限與規劃36米意向則不符，故不支持有關修訂。
2018年8月，內地買家業主向城規會申請改劃土地用途，計劃拆卸重建商場，新建2座31層住宅大廈連底層商業用途建築及停車場，共提供850個住宅單位及584個私家車位，申請人稱項目可補充因3幅啟德私人住宅地皮土地用途改變而流失的5400個住宅單位。
2019年11月28日，規劃署以申請文件未能提供重建期間如何解決車位需求為由，反對有關申請。有關申請不獲城規會通過。
2020年8月21日，城規會同意重建方案，九龍城廣場將重建為兩幢31層高住宅，當中包括5層地庫及1層轉換層，提供850伙住宅，住宅樓面約47.8萬方呎，另設647個車位。

## 事件
2024年3月4日晚上9時許，商場天台發生墮樓。警方接報一名58男子和一名7歲小童被發現倒卧在商場與私人住宅「瓏碧」之間的後巷。兩人經救護車送院，男子當日晚上不治，而男童在深切治療部留醫。警方調查後發現兩人為父子關係，居於九龍城區的唐樓，不排除因沉迷賭博引起債務，帶同孩子自尋短見。

## 已結業商戶
百佳超級市場（已分別於2000年、2012年結業）、桌球會（已於2011年10月結業）、Side Walk Garden Cafe、拾寶城、colour eighteen、九龍城戲院（已於2006年結業）、三聯書店、奇華餅家、英王麵包店、百老匯電器、萬寧、馬里奧餐廳、Extravaganza、2%、Walker Shop、Ice Fire、大一公司、皮鞋N次方、先施百貨（已於2000年結業）、百佳超級廣場（已於2006年結業）、Yes station、歡樂小天地、實惠家居、Neway（已於2013年4月結業）、cozzi、藍天餐廳、馬德里餐廳、萬士達影碟、Hi-5 Pets、泰林、佐丹奴、鱷魚恤、UG Kitchen、南北行、cotton collection、Jack in the Box、影藝戲院（已於2024年8月結業）、肯德基、豐澤、美國冒險樂園（已於2025年6月結業）

## 翻新前九龍城廣場電視廣告
1. 1993年九龍城廣場鋪位現正招租 （页面存档备份，存于）
2. 1997年九龍城廣場（页面存档备份，存于）
3. 1997年九龍城廣場 （页面存档备份，存于）
4. 1997年九龍城廣場海陸空嘆世大抽獎（页面存档备份，存于）
5. 2004年九龍城廣場 - Mini Cookies表演 （页面存档备份，存于）